# Detective Story
Detective Story (br: Chaga de Fogo) é um filme estadunidense de 1951, do gênero filme noir, dirigido por William Wyler.

## Sinopse
O filme explora um dia na vida de um dedicado policial de Nova Iorque, que descobre que sua mulher tem um caso amoroso com o principal gângster da cidade.

## Elenco
- Kirk Douglas  ....	Det. James 'Jim' McLeod
- Eleanor Parker .... Mary McLeod
- William Bendix .... Det. Lou Brody
- Cathy O'Donnell .... Susan Carmichael
- George Macready .... Dr. Karl Schneider
- Horace McMahon .... Ten. Monaghan
- Gladys George ....	Srta. Hatch
- Joseph Wiseman .... Charley Gennini
- Lee Grant .... Ladra
- Gerald Mohr .... Tami Giacoppetti
- Frank Faylen .... Det. Gallagher
- Craig Hill .... Arthur Kindred
- Warner Anderson .... Advogado Endicott Sims
- Ann Codee ....	Francesa
- Grandon Rhodes .... Det. O'Brien
- Donald Kerr .... Taxista
- Pat Flaherty .... Sargento
- Michael Strong .... Lewis Abbott
- Bert Freed .... Det. Dakis
- Luis Van Rooten .... Joe Feinson, repórter
- William Phillips .... Det. Pat Callahan
- Russell Evans .... Patrulheiro
- Catherine Doucet .... Sra. Farragut
- Edmund Cobb .... Ed (não-creditado)

## Principais prêmios e indicações
Óscar 1951 (EUA)
- Indicado nas categorias de melhor diretor (William Wyler), melhor roteiro adaptado (Philip Yordan, Robert Wyler), melhor atriz (Eleanor Parker) e melhor atriz coadjuvante (Lee Grant).

BAFTA 1952 (Reino Unido)
- Indicado na categoria de melhor filme.

Festival de Cannes 1952 (França)
- Ganhou a Palma de Ouro de melhor diretor (William Wyler).
- Venceu o prêmio de Melhor Atriz (Lee Grant).

Globo de Ouro 1952 (EUA)
- Indicado nas categorias de melhor filme - drama, melhor ator em um drama (Kirk Douglas) e melhor atriz coadjuvante (Lee Grant).